# Fabienne Périneau
Fabienne Périneau est une actrice, romancière, et dramaturge française.

## Biographie
Formée à l'ENSATT (École Nationale Supérieure des Arts et Techniques du Théâtre), elle rencontre Marguerite Duras, et crée le rôle d'Agatha. La critique est unanime.
Elle joue ensuite dans une vingtaine de pièces de théâtre, et interprète Ibsen, Brecht, Tchékhov, Genet, Claudel, mais aussi Feydeau, Murray Schisgal, Edward Albee ou encore Joyce Carol Oates … 
Au cinéma et à la télévision, alternant les rôles principaux et les rôles secondaires, elle a tourné dans une trentaine de téléfilms et films, avec des réalisateurs tels que, à ses débuts, Claude Sautet, puis Michel Mitrani, Jacob Berger, Marc Angelo, Arnaud Sélignac, Jean-Daniel Verhaegue, Christophe Barraud, Dominique Ladoge, Sophie Révil …
En 2017, elle co-écrit le scénario du film Femmes en peine, réalisé par Arnaud Sélignac, intégralement tourné dans le Centre de détention de Joux-la-Ville, dans lequel elle interprète le rôle principal,.
Depuis quelques années Fabienne Périneau se consacre aussi à l’écriture, mais n’oublie cependant pas son métier d’actrice. En 2023, elle participe notamment au Festival de lectures aux animaux aux côtés de Sara Giraudeau et Jean Paul Bordes.
En tant que romancière, elle a publié :
- En 2024 "Oser sortir et crier"[7] aux éditions Récamier (Prix Marguerite Duras 2025[8],[9]);
- En 2021 "Je ne veux pas être jolie" aux éditions Pocket[10].
- En 2020 "Je ne veux pas être jolie"[11] aux éditions Plon en 2020 (Prix du Livre de l’été)

- En 2016 "Un si long chemin jusqu'à moi"[12] aux éditions Denoël (Prix révélation Matmut du 1er roman[13])

En tant qu’auteure de pièces de théâtre :
- En 2014, après avoir été lauréate pour le Festival Paris des Femmes[14], sa pièce "Je ne serai plus jamais vieille"[15](éditions de l’Amandier), est mise en scène par Jean-Louis Martinelli au Théâtre des Mathurins[16].

- En 2013, au Festival de la Correspondance de Grignan[17], elle signe une adaptation de "Darlinghissima[18]" de Janet Flanner, interprétée par Claire Chazal.

- En 2005, sa pièce "Savoir" interprétée par Jacques Boudet, est sélectionnée au Festival de la Correspondance de Grignan.
- Elle collabore cette même année, à l’adaptation du Dialogue aux enfers entre Machiavel et Montesquieu de Maurice Joly, jouée au Lucernaire à Paris et en tournée mondiale.

## Engagements sociaux
En 2023, Fabienne Périneau soutient, aux côtés de personnalités issues du monde des médias, de l'art et de la culture, l'association #M'endors pas : Stop à la soumission chimique initiée par Caroline Darian. 
Fabienne Périneau soutient aussi l'association #UnispourTiphaine : Tiphaine Véron, sa cousine, disparue au Japon le 29 juillet 2018.

## Théâtre
- 1983 et 1984: Agatha de Marguerite Duras, mise en scène Pierre Tabard, Théâtre Essaïon, Théâtre de la Criée, Théâtre du Rond-Point.
- 1985 : Tête d'or de Paul Claudel, mise en scène Jean-Claude Idée, Théâtre Royal du Parc (Bruxelles).
- 1986 : Iphigénie de Jean Racine, mise en scène Jean-Noël Sissia, tournée.
- 1986 : Le chat en poche de Georges Feydeau, mise en scène Christian Bujeau, La Pépinière-Théâtre.
- 1987 : Les Brumes de Manchester de Frédéric Dard, mise en scène Robert Hossein, Théâtre de Paris.
- 1987 : Le Perfectionniste[22] de N.G. Duncan, mise en scène Henri Garcin, Théâtre de la Gaîté-Montparnasse.
- 1987 et 1988 : Agatha de Marguerite Duras, mise en scène Pierre Tabard, Festival d'Avignon, La Pépinière-Théâtre.
- 1988 et  1989 : Don Juan de Molière, mis en scène Jean-Luc Moreau, tournée.
- 1990 : Maître Puntila et son valet Matti de Bertolt Brecht, mis en scène Marcel Maréchal, Théâtre de la Criée.
- 1991 : Les Paravents de Jean Genet, mis en scène Marcel Maréchal, Théâtre de la Criée.
- 1992 : Maître Puntila et son valet Matti de Bertolt Brecht, mis en scène Marcel Maréchal, Théâtre de la Criée
- 1992 : Les Paravents de Jean Genet, mis en scène Marcel Maréchal, Maison des Arts de Créteil
- 1993 : Montaigne de Roger Poudérou[23], mis en scène Pierre Tabard, Théâtre de Poche-Montparnasse.
- 1993 : La Cerisaie d'Anton Tchekhov, mis en scène Marcel Maréchal, Théâtre de la Criée.
- 1994 : Solness le constructeur de Henrik Ibsen, mise en scène Eloi Recoing, Théâtre d'Aubervilliers.
- 1994 : Britannicus de Jean Racine, mise en scène Jean-Pierre André, Avignon, tournée.
- 1995 : Casanova, ou les Fantômes de la passion[24],[25] de Michel Beretti[26], mise en scène Jacques Seiler, Théâtre Mouffetard, Théâtre du Chêne noir (Avignon).
- 1996 : L'Otage de Paul Claudel, mise en scène Marcel Maréchal,  Théâtre du Rond-Point, tournée.
- 1997 : Le Bal des voleurs de Jean Anouilh, mise en scène Jean-Claude Idée, Théâtre Montparnasse
- 1997 : Les Chinois[27] de Murray Schisgal, mise en scène Jean-Paul Bordes, Théâtre 14
- 1998 : Amphitryon de Molière, mise en scène Marcel Maréchal, Théâtre du Rond-Point.
- 2001 : Agatha de Marguerite Duras, mise en scène Pierre Tabard.
- 2002 et 2003: Les Monologues du vagin de Eve Ensler , mise en scène Isabelle Rattier, Palais des Glaces, Comédie de Paris, Petit Théâtre de Paris, Théâtre du Chêne Noir (Avignon), tournée.
- 2011 : Le visage des poings de et mise en scène Jocelyn Lagarrigue.
- 2011 et 2012 : Norma Jeane[28] de Joyce Carol Oates  mise en scène John Arnold, Théâtre des Quartiers d'Ivry
- 2014 : Norma Jeane[28] d'après Joyce Carol Oates, mise en scène John Arnold, Théâtre 13, tournée.
- 2015 : La maison et le zoo (Zoo Story) de Edward Albee, mise en scène Gilbert Désveaux, Théâtre du Rond-Point.
- 2017 : Marie-Antoinette[29] de Évelyne Lever, mise en scène Sally Micaleff, Lucernaire, Théâtre de l'Atelier.
- 2019 : Marie-Antoinette[29] de Évelyne Lever, mise en scène Sally Micaleff, tournée.
- 2021 : Le Parnasse françois[30] de Titon du Tillet, récitante avec le groupe le-je-ne-Scay-quoy
- 2023 : Festival de Lecture aux Animaux[6] dirigé par Jean-Paul Bordes et Jean-Philippe Noël au Logis de Moullins
- 2024 : L'alibi d'Amour de Jean Verdun

## Filmographie

### Télévision
- 1984 : Maria Waleswska de Georges Bensoussan, rôle principal.
- 1985 : Zarka, le ciel et le feu[31] de Roger Burckardt.
- 1985 : L'année terrible[32] de Claude Santelli.
- 1985 : Passez Muscade de Agnès Delarive, rôle principal.
- 1986 : Der Unfried[33]de Rainer Wolfhardt.
- 1990 : Vue sur l'enfer de Michel Mitrani.
- 1990 : Au bord du chemin[34] de Jan Keja[35].
- 1990 : La peau du gorille[36] d'Edouard Molinaro.
- 1991 : Jour blanc[37] de Jacob Berger, rôle principal.
- 1992 : Les feux de la rampe[38] de Daniel Losset.
- 1995 : Un si bel orage[39] de Jean-Daniel Verhaeghe.
- 1995 : Porté disparu de Jacques Richard.
- 1997 : Le dernier vivant de Paul Planchon.
- 1999 : La peur de l'autre[40] de Didier Albert.
- 2002 : Les guêpes[41] de Vincent Monnet.
- 2002 : L'âme du violon[42] de Laurent Lévy.
- 2003 : Délit de fuite de Jean-Marc Seban.
- 2003 : Ascenseur pour deux[43] de Franck Appréderis.
- 2003 : Le Clan Pasquier de Jean Daniel Verhaeghe.
- 2007 : RIS police scientifique de Christophe Barbier.
- 2007 : La Cour des grands (série télévisée), réalisée par Christophe Barraud Saison 1, rôle principal féminin.
- 2008 : La Cour des grands (série télévisée), réalisée par Christophe Barraud Saison 2, rôle principal féminin.
- 2009 : La Cour des grands (série télévisée), réalisée par Dominique Ladoge Saison 3, rôle principal féminin.
- 2012 : Le Cerveau d'Hugo, de Sophie Révil.
- 2014 : Meurtres à l'île d'Yeu de François Guérin.
- 2015 : Lebowitz contre Lebowitz, de Christophe Barraud.
- 2017 : La Loi de Pauline[44] de Philippe Venault.

### Cinéma

#### Longs métrages
- 1988 : Quelques jours avec moi de Claude Sautet
- 1988 : Envoyez les violons de Roger Andrieux
- 2002 : La maîtresse en maillot de bain de Lyèce Boukhitine
- 2016 :  2 heures de Paris[45] de Virginie Verrier
- 2017 : Femmes en peine d'Arnaud Sélignac

#### Courts métrages
- 1997 : Héros de Christina Paulhaufer
- 2007 : Passagère d'Elsa Dirringer
- 2013 : Plume de Claire Beaugé et Nicky Marbot
- 2016 : Rouge de Shariar Shandiz

## Distinctions

### Récompenses
- Prix Marguerite Duras 2025[46],[47] pour "Oser Sortir et Crier" paru aux Editions Récamier.
- Prix du livre de l'été pour "Je ne veux pas être jolie"[11] paru aux éditions Plon en 2020
- Prix révélation Matmut du 1er roman[13] pour "Un si long chemin jusqu'à moi"[12] paru aux éditions Denoël.